# 長和駅
長和駅（ながわえき）は、北海道伊達市長和町にある北海道旅客鉄道（JR北海道）室蘭本線の駅である。駅番号はH39。電報略号はワナ。事務管理コードは▲130306。

## 歴史

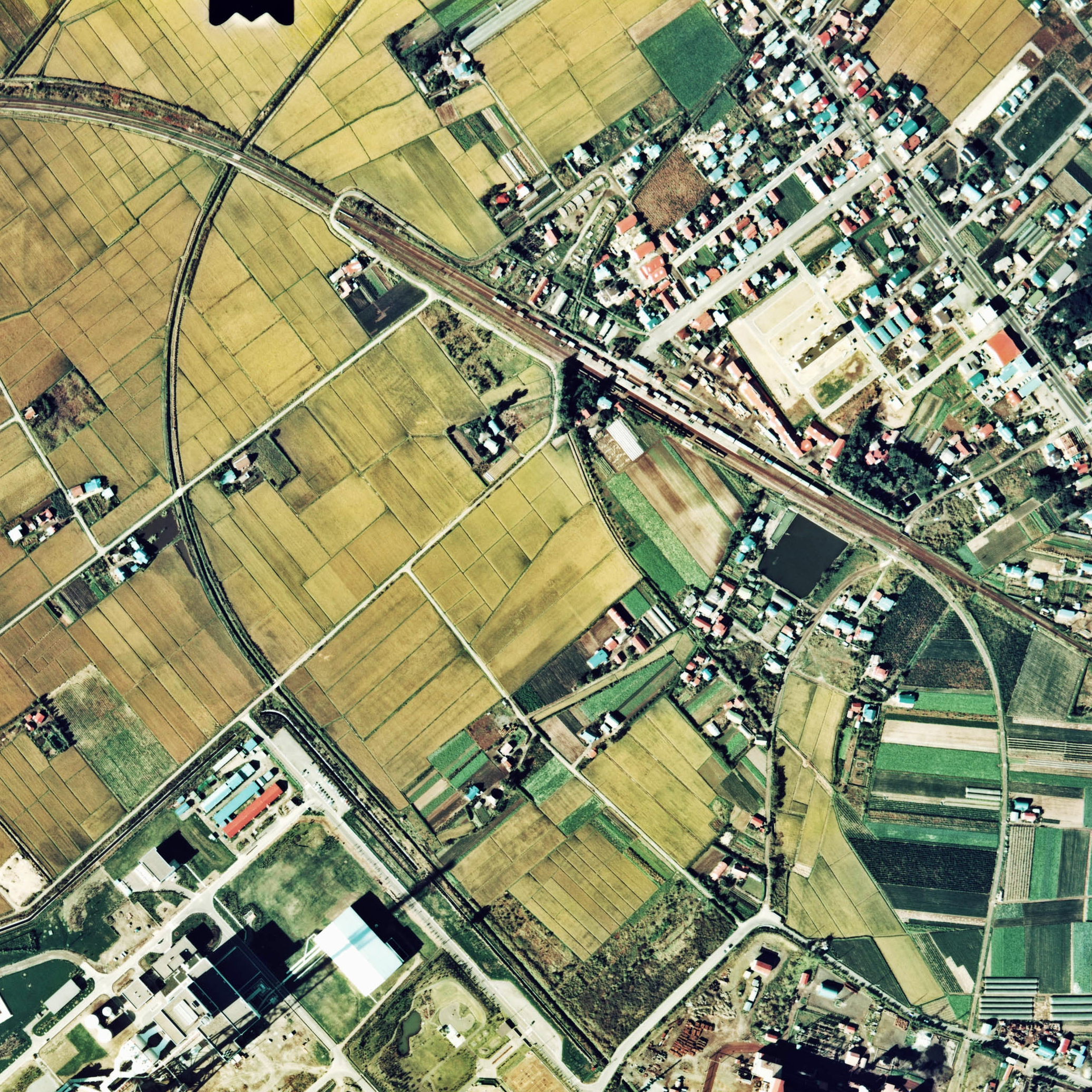
1976年の長和駅と周囲約1km範囲。右が東室蘭方面及び右下の志村化工伊達工場へ駅裏の留置線から専用線が向かっている。当駅から有珠駅までは複線区間。

- 1928年（昭和3年）9月10日：国有鉄道長輪線静狩駅 - 伊達紋別駅間開通に伴い長流駅（おさるえき）として開業[1][3]。一般駅[1]。
- 1931年（昭和6年）4月1日：長輪線を室蘭本線に編入、それに伴い同線の駅となる。
- 1957年（昭和33年）6月：北海道砂鉄鋼業（1965年に北菱産業と合併）伊達工場の操業開始に伴い、専用線使用開始。
- 1959年（昭和34年）10月1日：長和駅に改称[1]。
- 1969年（昭和44年）7月：北菱産業伊達工場跡地にニッケル精錬の志村化工（現エス・サイエンス）伊達工場[4]が進出、専用線も継承[5]。
- 1980年（昭和55年）5月15日：貨物・荷物取扱い廃止[1]。無人[6]（簡易委託）化。
- 1987年（昭和62年）4月1日：国鉄分割民営化によりJR北海道に継承[1]。
- 1989年（平成元年）：駅舎改築[7]。
- 時期不詳[注 1]：簡易委託廃止、完全無人化。

### 駅名の由来
当駅の所在する地名より。当地は以前、長流川に由来する「長流」（おさる）の名で、駅名も同名であったが、1959年（昭和34年）4月に字名が現在の「長和」に改称され、同年10月に駅名が改称された。改称された理由は、「長流」の音が「お猿」に通じるのを嫌ったためとされている。

## 駅構造
単式ホーム・島式ホーム複合型の2面3線を有する地上駅。但し島式ホームの駅舎側の1線（中線）は1993年（平成5年）時点で側線扱いとなっている。互いのホームは駅舎側単式ホーム中央と島式ホーム北側を結んだ警報機付きの構内踏切で連絡している。ほかに下り線側（駅舎側）に岩見沢方から分岐した側線を1線有し、ホームはその部分が切欠きホームとなっている。また1983年（昭和58年）時点では島式ホーム外側に長万部方から分岐した短い側線も1線有していた。2面3線時代の配線は左右裏返しにすると有珠駅とほぼ同じ配線であった。
伊達紋別駅管理の無人駅となっている。駅舎は線路の東側（陸側・岩見沢方面に向かって左側）に位置し単式ホームに接している。駅舎は無人化後に改築されている。駅舎内にトイレを有する。
有珠駅より当駅までは複線区間、当駅より稀府駅までは単線区間となっている。

### のりば
| 番線 | 路線      | 方向     | 行先             |
| ---- | --------- | -------- | ---------------- |
| 1    | ■室蘭本線 | 下り     | 東室蘭・室蘭方面 |
| 2    | ■室蘭本線 | （側線） | （側線）         |
| 3    | ■室蘭本線 | 上り     | 豊浦・長万部方面 |

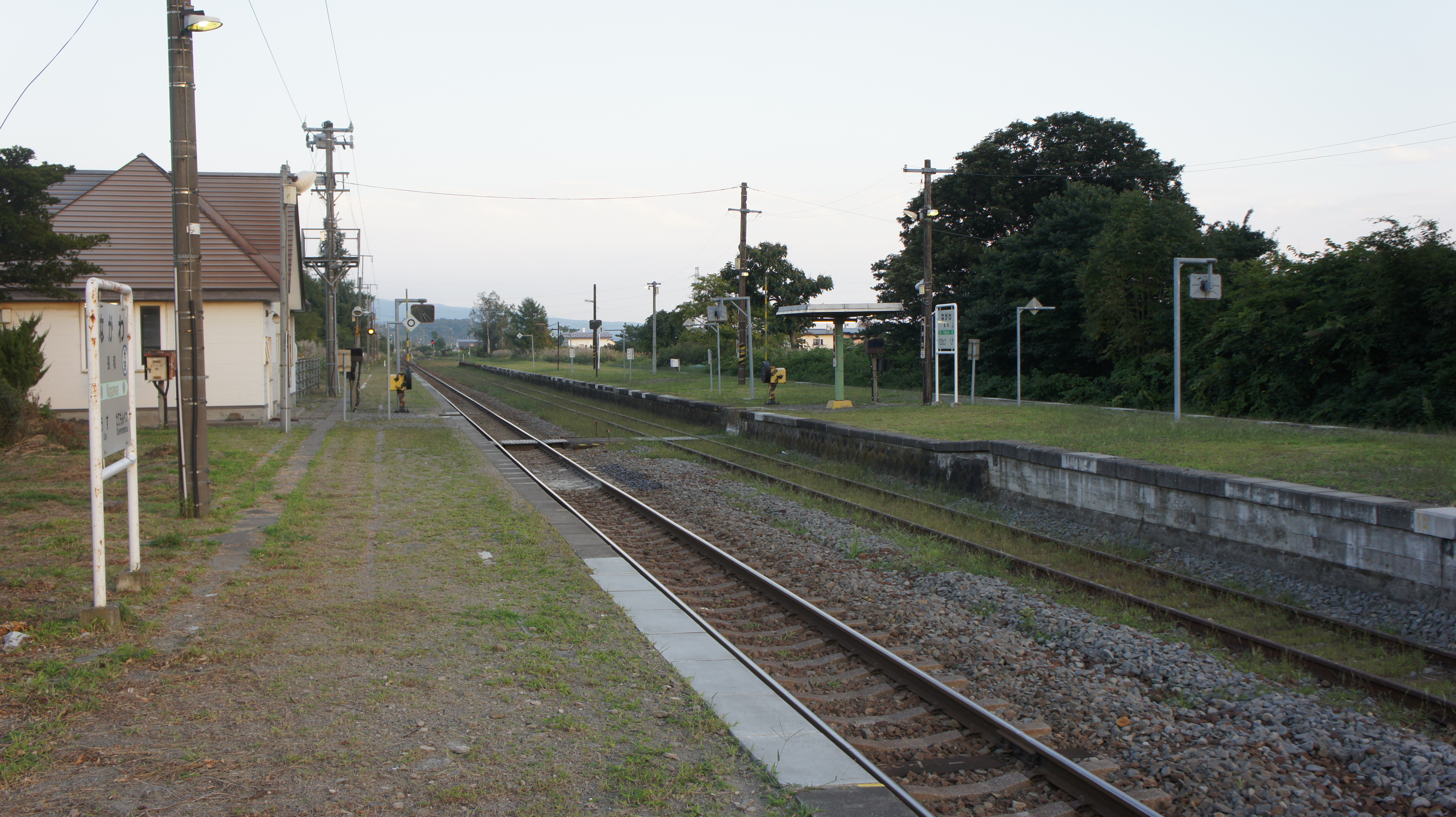
ホーム（2017年9月）
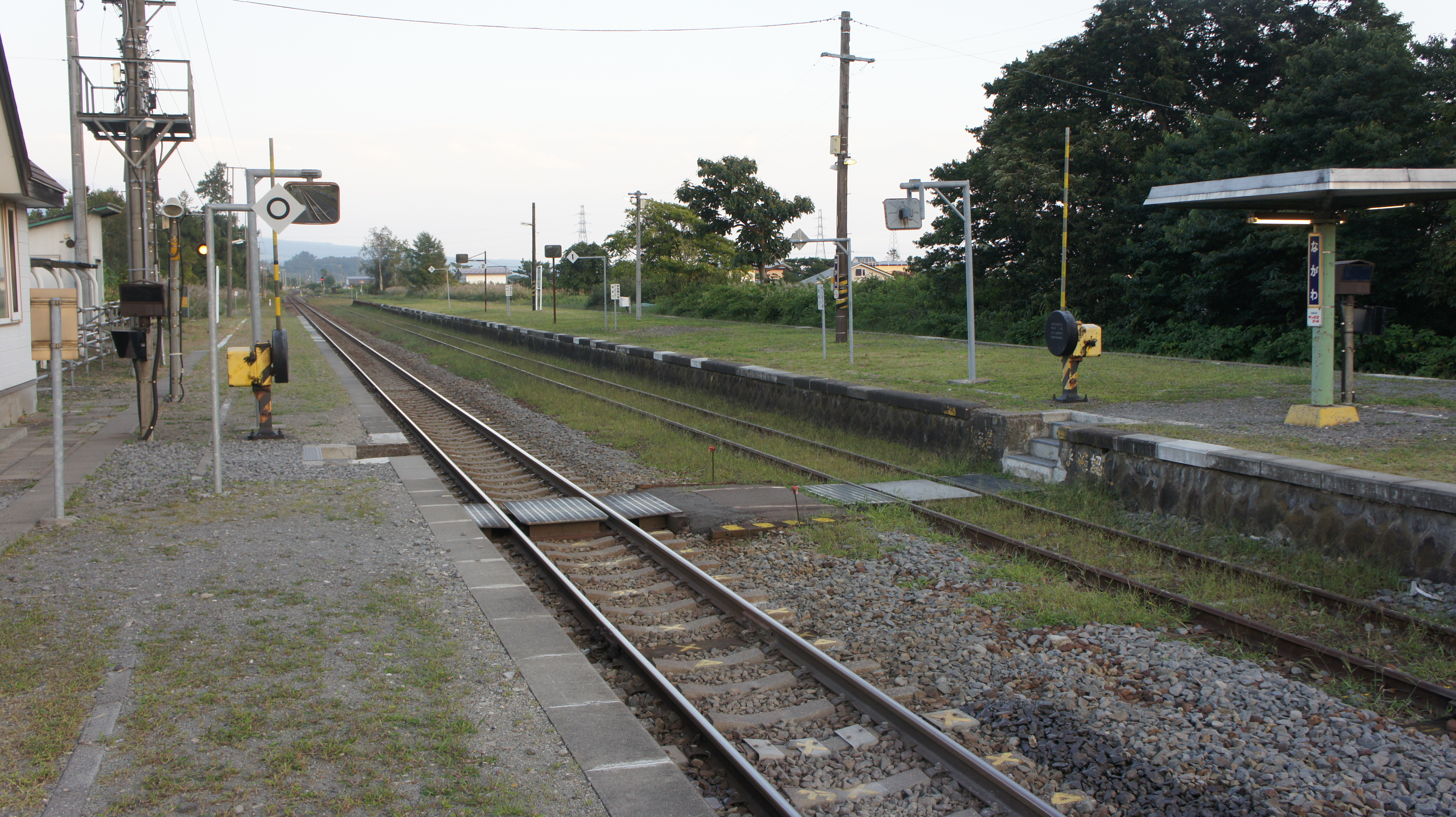
構内踏切（2017年9月）
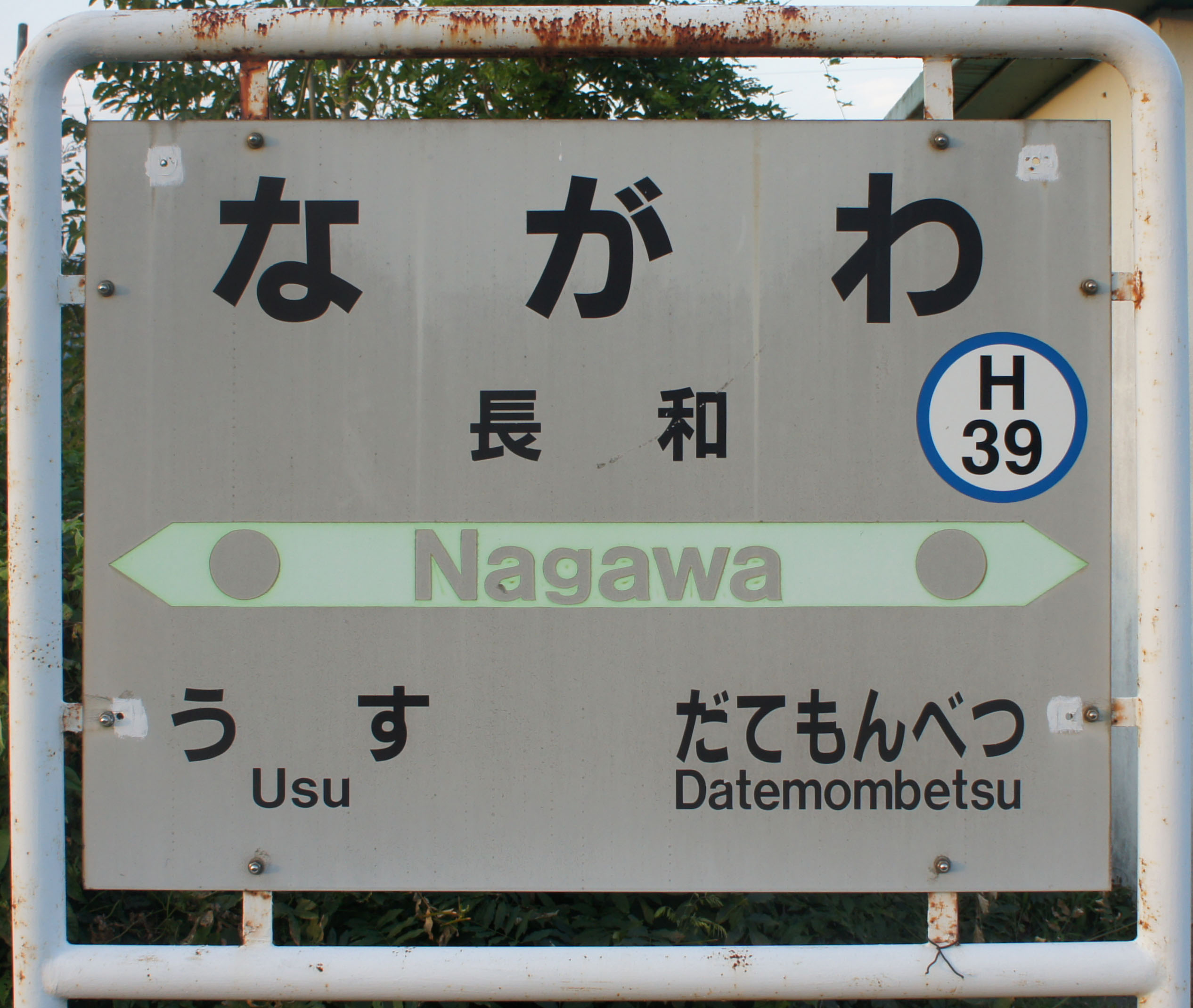
駅名標（2017年9月）

## 利用状況
- 1981年度（昭和56年度）の1日平均乗降人員は106人[11]。
- 1992年度（平成4年度）の1日平均乗降人員は150人[10]。

1日の平均乗降人員は以下の通りである。
| 乗降人員推移 | 乗降人員推移 |
| 年度         | 1日平均人数  |
| ------------ | ------------ |
| 2011         | 72           |
| 2012         | 68           |
| 2013         | 66           |
| 2014         | 52           |

## 駅周辺
駅の付近には長和の市街地が広がっている。駅のホームから北の方向を望むと、天気の良い日には昭和新山や有珠山を望むことができる。
- 国道37号・国道453号 - 駅近くに両国道の分岐地点あり。
- 北海道道385号長和停車場線
- 伊達警察署長和駐在所
- 伊達長和郵便局
- 伊達信用金庫長和出張所
- 本願寺道路
- 伊達市立長和中学校 - 駅名と同じく1959年（昭和34年）4月に長流中学校から改称している。
- 伊達火力発電所
- 長流川 - この川の名は改称されていない。
- 道南バス「長和駅通」停留所

## 隣の駅
北海道旅客鉄道（JR北海道）
■室蘭本線
有珠駅 (H40) - 長和駅 (H39) - 伊達紋別駅 (H38)